# Ninh Tiến
Ninh Tiến là một xã thuộc thành phố Hoa Lư, tỉnh Ninh Bình, Việt Nam.

## Địa lý
Xã Ninh Tiến nằm ở phía tây nam thành phố Hoa Lư, cách trung tâm thành phố 3,5 km, có vị trí địa lý:
- Phía đông giáp phường Nam Thành
- Phía tây và phía bắc giáp xã Ninh Nhất
- Phía nam giáp xã Ninh Hải.

Xã Ninh Tiến có diện tích 5,18 km², dân số năm 2023 là 7.463 người, mật độ dân số đạt 1.440 người/km².
Xã có tuyến đường Quốc lộ 1 mới tránh thành phố Hoa Lư (tức đường Nguyễn Minh Không) đi qua. Ninh Tiến nằm ở rìa phía đông của quần thể di sản thế giới Tràng An, nơi có sông Sào Khê và sông Chanh chảy qua (rồi hợp lưu với sông Vân thành sông Vạc).

## Hành chính
Xã Ninh Tiến được chia thành 9 thôn: Cổ Loan Hạ 1, Cổ Loan Hạ 2, Cổ Loan Thượng, Cổ Loan Trung 1, Cổ Loan Trung 2, Hoàng Sơn Đông, Hoàng Sơn Tây, Phúc Sơn 1, Phúc Sơn 2.

## Lịch sử
Vùng đất xã Ninh Tiến có từ thế kỷ thứ X – thế kỷ thứ XI.
Năm 1956, xã Ninh Tiến được thành lập trên cơ sở 5 thôn: Phúc Sơn, Hoàng Sơn, Phủ Võng, Cổ Loan, Phúc Trì thuộc huyện Hoa Lư.
Ngày 2 tháng 11 năm 1996, Chính phủ ban hành Nghị định số 69-CP về việc thành lập phường Nam Thành thuộc thị xã Ninh Bình trên cơ sở sáp nhập 44,87 ha diện tích tự nhiên và 1.207 nhân khẩu của thôn Phúc Trì, xã Ninh Tiến thuộc huyện Hoa Lư.
Sau khi điều chỉnh địa giới hành chính, xã Ninh Tiến còn lại 518,29 ha diện tích tự nhiên và 4.047 nhân khẩu với 4 thôn: Phúc Sơn, Hoàng Sơn, Cổ Loan Trung, Cổ Loan Hạ.
Ngày 9 tháng 1 năm 2004, Chính phủ ban hành Nghị định số 16/2004/NĐ-CP về việc chuyển xã Ninh Tiến thuộc huyện Hoa Lư về thị xã Ninh Bình quản lý.
Ngày 7 tháng 2 năm 2007, Chính phủ ban hành Nghị định số 19/2007/NĐ-CP về việc thành lập thành phố Ninh Bình thuộc tỉnh Ninh Bình. Xã Ninh Tiến trực thuộc thành phố Ninh Bình.
Năm 2009, xã Ninh Nhất được chia làm 9 thôn: Phúc Sơn 1, Phúc Sơn 2, Hoàng Sơn Đông, Hoàng Sơn Tây, Cổ Loan Trung 1, Cổ Loan Trung 2, Cổ Loan Thượng, Cổ Loan Hạ 1, Cổ Loan Hạ 2.
Ngày 10 tháng 12 năm 2024, Ủy ban Thường vụ Quốc hội ban hành Nghị quyết số 1318/NQ-UBTVQH15 về việc sắp xếp đơn vị hành chính cấp huyện, cấp xã của tỉnh Ninh Bình giai đoạn 2023 – 2025 (nghị quyết có hiệu lực từ ngày 1 tháng 1 năm 2025). Theo đó, thành lập thành phố Hoa Lư thuộc tỉnh Ninh Bình trên cơ sở thành phố Ninh Bình và huyện Hoa Lư. Xã Ninh Tiến trực thuộc thành phố Hoa Lư.

## Danh nhân
Ninh Tiến nổi tiếng là một vùng quê có truyền thống hiếu học. Đến nay xã đã có nhiều người giữ cương vị lãnh đạo như:
- Nguyễn Thị Thu Hà: Ủy viên Ban Chấp hành Trung ương Đảng Cộng sản Việt Nam, Chủ tịch Hội LHPN Việt Nam.
- Lê Văn Bàng: Nguyên Thứ trưởng Bộ Ngoại giao.
- Thiếu tướng Hoàng Văn Thạ: Nguyên Chính ủy Bộ Tư lệnh Pháo Binh.
- Hoàng Xuân Khuyên: Nguyên Phó Chủ tịch tỉnh Ninh Bình.
- Thiếu tướng Hoàng Lượng: Nguyên Phó Tư lệnh Quân khu 3.
- Đại tá Hoàng Văn Trực: Phó Cục trưởng Cục CSĐT tội phạm về kinh tế – Bộ Công An.
- Thiếu tướng Hoàng Thuận: Phó Tư lệnh pháo binh.
- Thiếu tướng Hoàng Cao Tánh: Nguyên Phó Giám đốc Công an tỉnh Ninh Bình, Cục Trưởng Cục an ninh Xã hội, Tổng cục An ninh, Bộ Công An.
- Nguyễn Hoàng Hiệp: Thứ trưởng Bộ Nông nghiệp và Phát triển nông thôn.
- Thiếu tướng Tống Mạnh Chinh: Giám đốc bệnh viện 30 tháng 4 thuộc Bộ Công An.
- NSƯT – Đại tá Nguyễn Quang Mạo: Một người con của quê hương Ninh Tiến, có nhiều đóng góp cho nền âm nhạc, nghệ thuật của nước nhà. Bài hát nổi tiếng về Ninh Tiến: "Ninh Tiến quê hương yêu dấu".